# Memories (singel Davida Guetty)
Memories – utwór electro house stworzony przez Davida Guettę na jego czwarty album studyjny, One Love (2009).
Utwór jest czwartym singlem promującym album. W kompozycji swojego głosu gościnnie użyczył Kid Cudi. W utworze wykorzystano sample z utworu Right Here Right Now Fatboy Slima.

## Notowania
| Notowanie (2009-2010)           | Najwyższa pozycja |
| ------------------------------- | ----------------- |
| Australian Singles Chart        | 3                 |
| Austria Singles Chart           | 8                 |
| Belgia Singles Chart (Flanders) | 2                 |
| Belgia Singles Chart (Wallonia) | 1                 |
| Canadian Hot 100                | 1                 |
| Holandia Top 40                 | 8                 |
| Francja Digital Singles Chart   | 5                 |
| Francja Physical Singles Chart  | 1                 |
| German Dance Chart (ODC)        | 1                 |
| German Singles Chart            | 9                 |
| Nowa Zelandia Singles Chart     | 4                 |
| Szwecja Singles Chart           | 8                 |
| Szwajcaria Singles Chart        | 3                 |
| UK Singles Chart                | 15                |
| UK Dance Chart                  | 2                 |